# Issoire APM 50 Nala
Die Issoire APM 50 Nala ist ein zweisitziges Leichtflugzeug des französischen Herstellers Issoire Aviation. Sie wurde auf der Pariser Luftfahrtschau auf dem Flughafen Le Bourget 2013 vorgestellt.

## Konstruktion
Die APM 50 Nala ist ein zweisitziger Tiefdecker mit Bugradfahrwerk, der für den Einsatz als Kunstflugtrainer konzipiert ist. Das Flugzeug besteht vollständig aus GFK und baut auf der APM 40 Simba auf. Der Rumpf wurde dabei unverändert übernommen. Die Tragflächen wurden modifiziert und erlauben eine Rollgeschwindigkeit von 150 Grad pro Sekunde. Als Triebwerk verfügt die Maschine über einen Lycoming IO-360 mit einer Leistung von 180 PS (132 kW). Bei einer Reisegeschwindigkeit von 150 kn (278 km/h) hat sie eine Reichweite von 525 NM (972 km).

## Versionen
Die APM 51 Cheelaar ist die militärische Version der APM 50. Sie kann mit einem Raketensystem ausgerüstet und für Überwachungsmissionen (Küsten- oder Grenzüberwachung), humanitäre Maßnahmen (Luftabwurf), Transport sowie zur Schulung und Ausbildung von Piloten eingesetzt werden.